# Pasícrates de Solos
Pasícrates (en grec antic: Πασικράτης) va ser un príncep o rei de la ciutat de Solos, a Xipre, un dels que es van sotmetre a Alexandre el Gran i que va anar en persona a trobar al rei macedoni a Tir l'any 331 aC. En aquest encontre va prendre part en els festivals que es van celebrar amb gran magnificència, segons diu Plutarc.
El seu fill Nícocles va acompanyar al rei durant les seves campanyes asiàtiques, explica Flavi Arrià. El va succeir Eunost probablement abans del 315 aC.